# Creaney-Nunatakker
Die Creaney-Nunatakker sind eine Gruppe niedriger Nunatakker im westantarktischen Queen Elizabeth Land. Sie ragen südwestlich der Herring-Nunatakker und 9 km westlich des Mount Lechner in der Forrestal Range der Pensacola Mountains auf.
Der United States Geological Survey kartierte sie anhand eigener Vermessungen und Luftaufnahmen der United States Navy aus den Jahren von 1956 bis 1966. Das Advisory Committee on Antarctic Names benannte sie 1968 in falscher Schreibweise nach David Bartholomew Greaney Jr. (* 1930), Flugzeugelektriker auf der Ellsworth-Station im antarktischen Winter 1957.